# Stazione di Castagneto Carducci-Donoratico
Stazione di Castagneto Carducci-Donoratico vasútállomás Olaszországban, Castagneto Carducci településen.

## Vasútvonalak
Az állomást az alábbi vasútvonalak érintik:
- Pisa–Róma-vasútvonal

## Kapcsolódó állomások
A vasútállomáshoz az alábbi állomások vannak a legközelebb:
- Stazione di San Vincenzo
- Stazione di Bolgheri